# Khu vực lịch sử Bách Tế
Khu vực lịch sử Bách Tế là một nhóm các di tích nằm tại Gongju, Buyeo, và Iksan, Hàn Quốc. Đây là nhóm các di tích liên quan đến thời kỳ cuối cùng của vương quốc Bách Tế từ năm 475 đến 660 sau Công nguyên (CN). Đó là một trong ba vương quốc phát triển từ năm 18 TCN cho đến năm 660 sau CN. Các địa điểm được UNESCO công nhận là Di sản thế giới bao gồm 8 địa điểm khảo cổ bao gồm: Pháo đài Gongsanseong và Lăng mộ hoàng gia tại Songsan-ri liên quan đến thủ đô vương quốc Ungjin, ngày nay là Gongju; Các tòa nhà hành chính của pháo đài Busosanseong và Gwanbuk-ri; Jeongnimsa; Những ngôi mộ hoàng gia tại Neungsan-ri và bức tường thành phố Naseong ở Sabi, nay là Buyeo; Cung điện Wanggung-ri và đền Mireuksa ở Iksan là trung tâm của Sabi.

## Hình ảnh

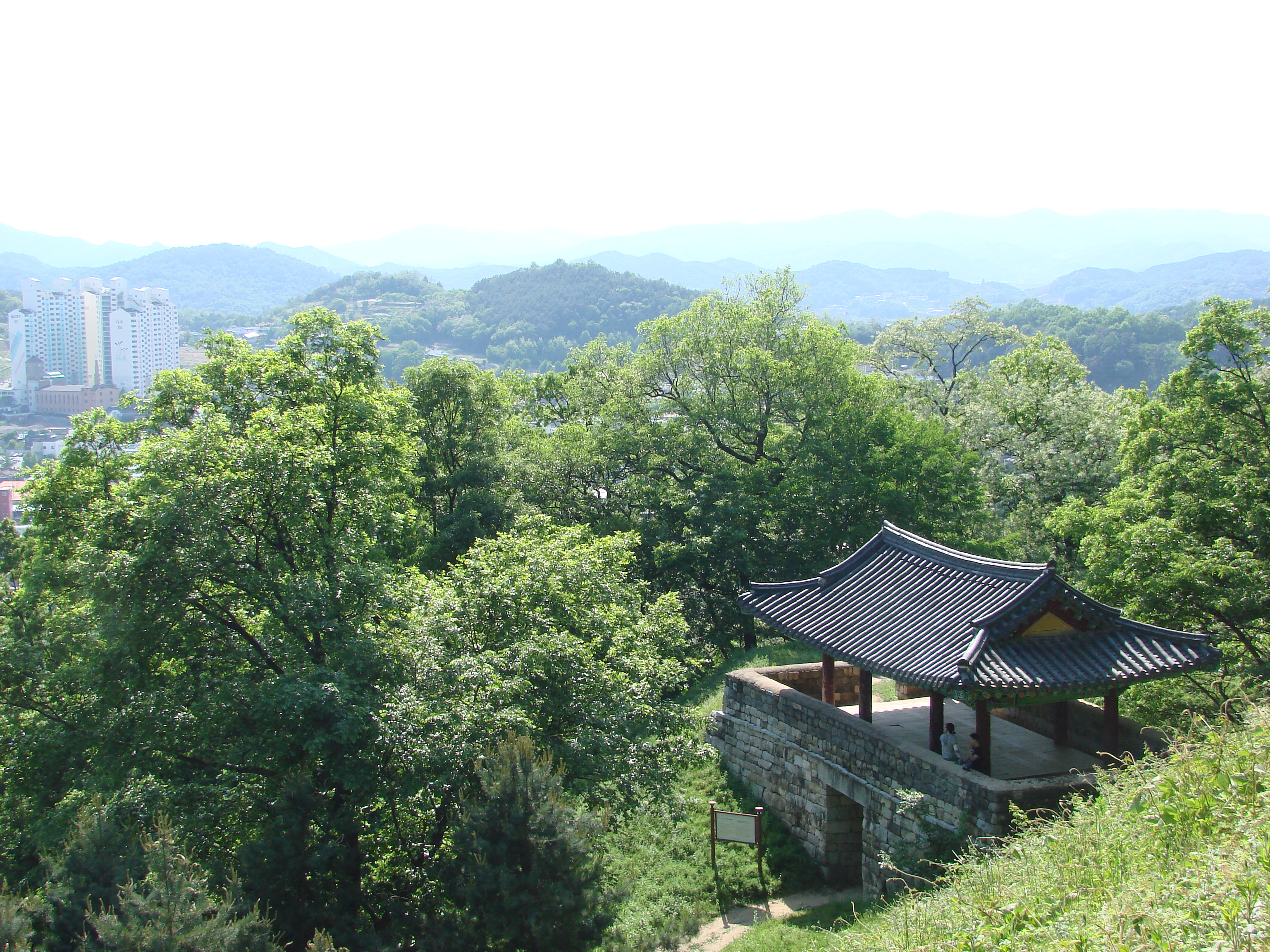
Pháo đài Gongsangeong của Gongju
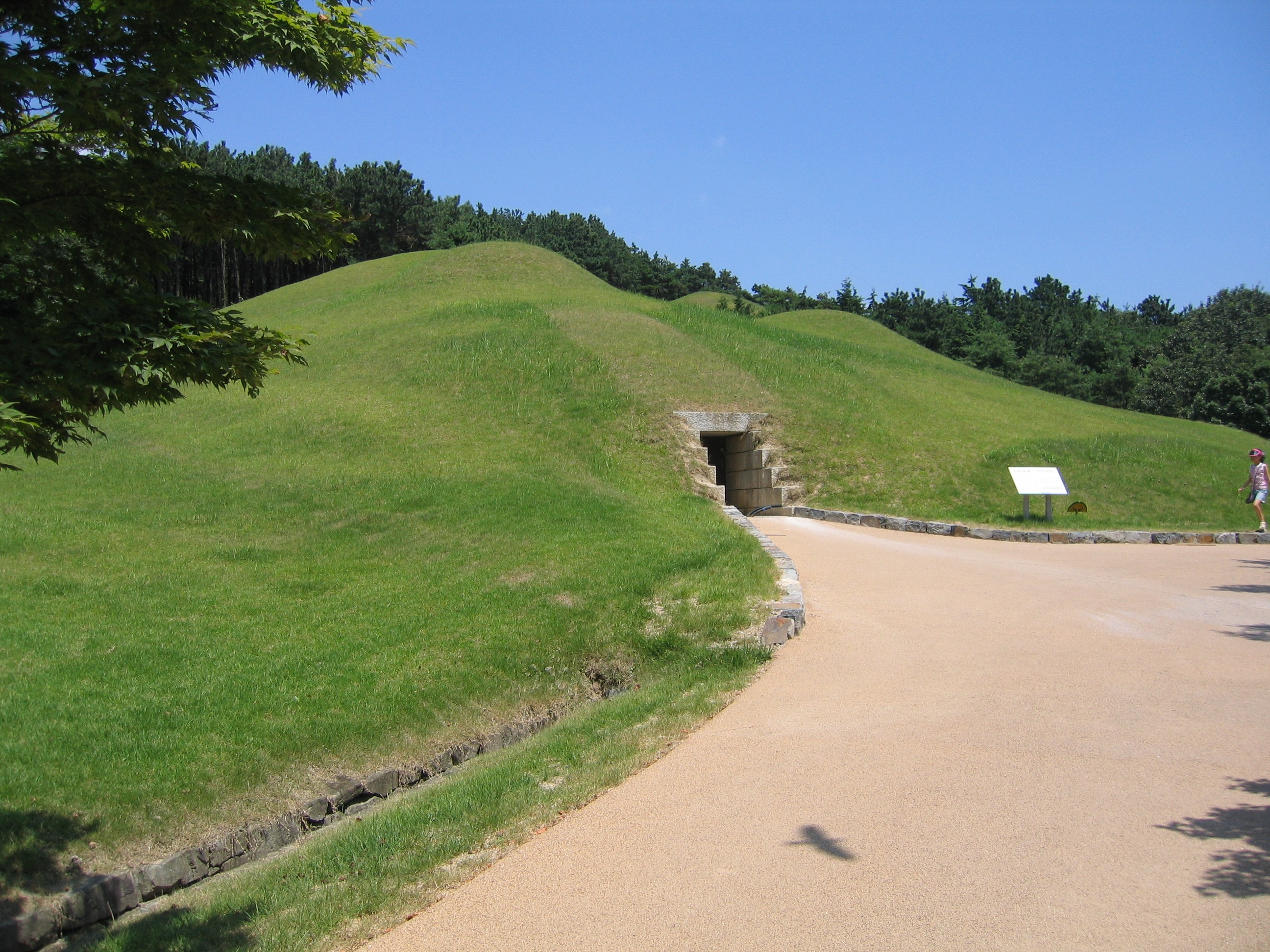
Lăng mộ hoàng gia của vua Muryeong tại Songsan-ri
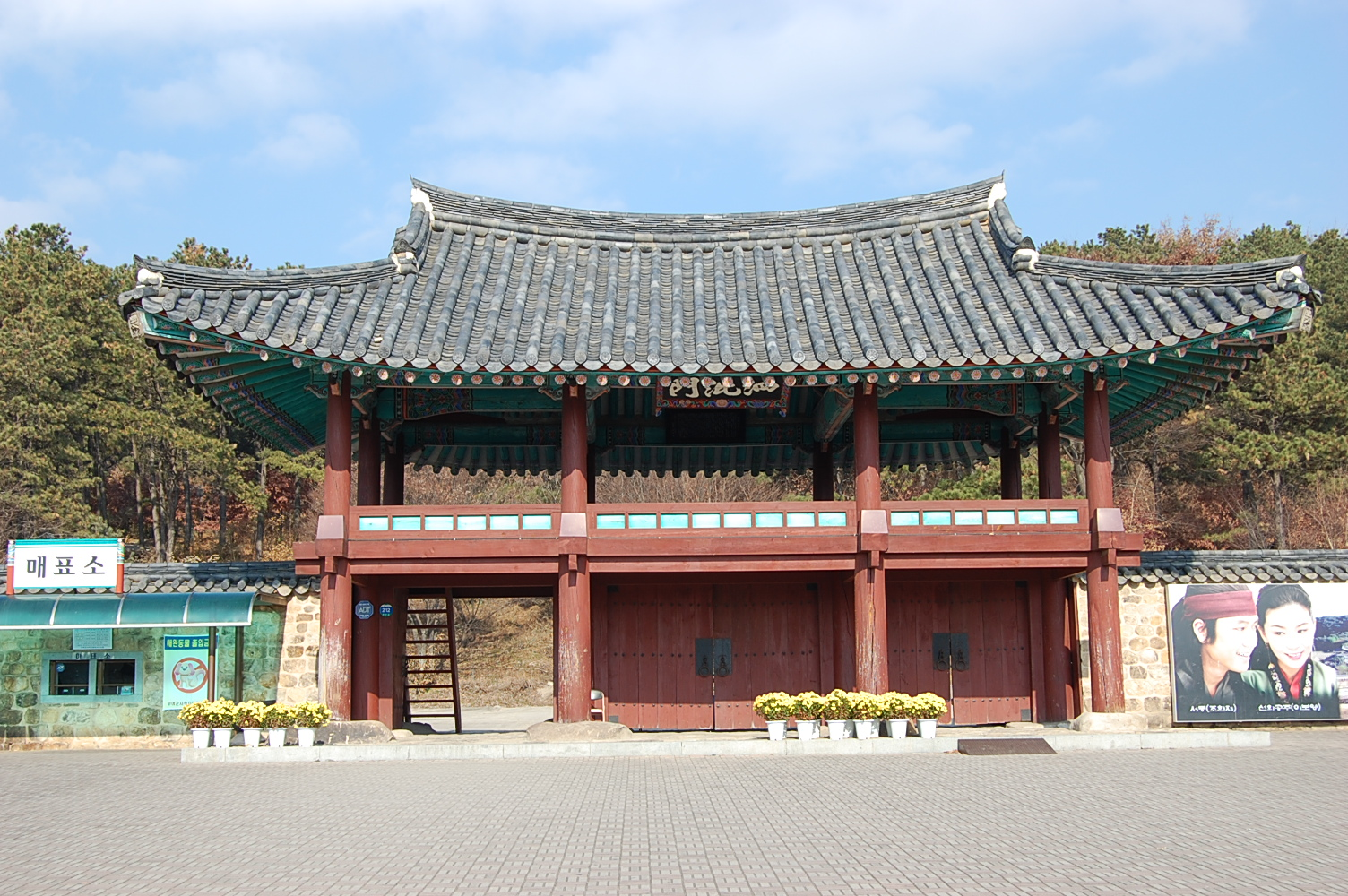
Pháo đài Busosanseong của Buyeo
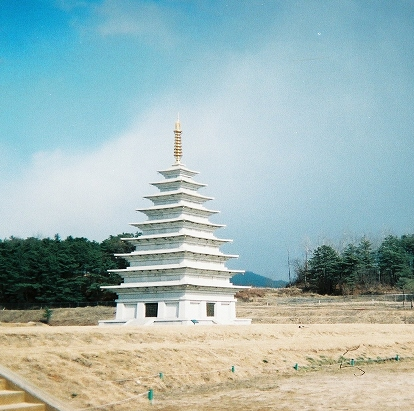
Ngôi chùa xây dựng lại ở phía đông Mireuksa
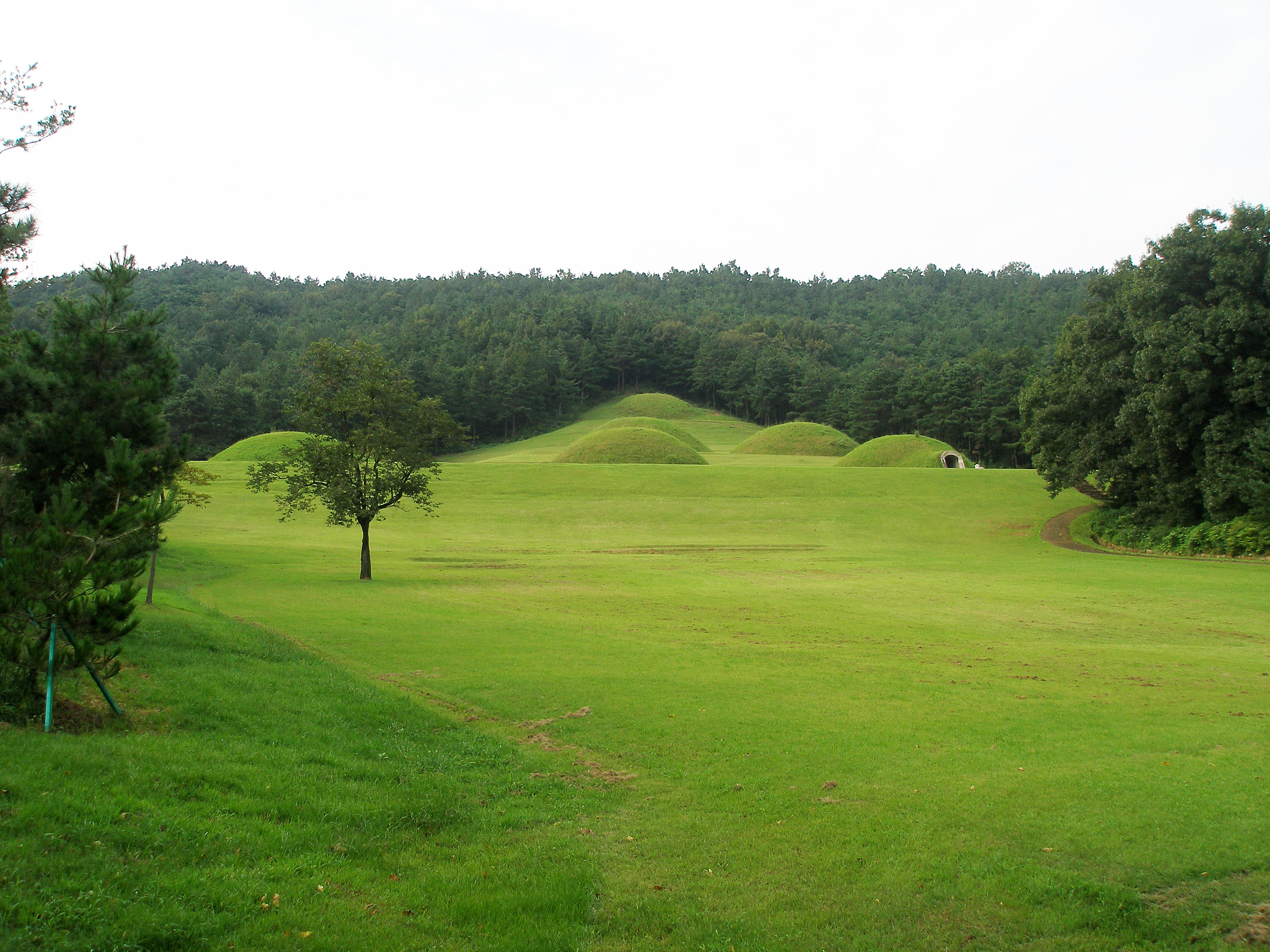
Mộ hoàng gia ở Neungsan-ri